# Écozone paléarctique

Carte de l'écozone paléarctique.
Ce type de projection cartographique surestime les surfaces de hautes latitudes.

L'écozone paléarctique est l'une des huit écozones ou régions biogéographiques terrestres. Elle correspond essentiellement aux écorégions terrestres de l'Europe, de l'Afrique du Nord (jusqu'au Sahel septentrional), des deux-tiers nord de l'Asie (jusqu'à l'Himalaya) et du Moyen-Orient (sauf l'Arabie).
Cette écozone a un climat essentiellement tempéré. Ses parties les plus chaudes ont un climat méditerranéen (bassin méditerranéen…) ou subtropical aride (Afrique du Nord). En raison de sa grande surface, elle est conventionnellement divisée en deux zones : le paléarctique occidental et le paléarctique oriental, l'Oural constituant la limite entre les deux. L'écozone paléarctique et l'écozone néarctique présentent beaucoup de similitudes en ce qui concerne la faune et la flore, en raison des liaisons terrestres du détroit de Béring ayant existé par le passé. Ces similitudes permettent de considérer ces deux écozones comme un seul ensemble appelé « Holarctique ».

## Particularités écologiques

### Migrations aériennes
Pour les oiseaux (en particulier migrateurs), l'écozone paléarctique est séparée en deux parties par  l'Oural et la mer Caspienne :
- l'écozone paléarctique occidentale où la migration aviaire s'effectue en direction du sud vers l'écozone afrotropicale ;
- l'écozone paléarctique orientale où la migration aviaire s'effectue en direction du sud vers l'écozone Indomalaise et l'écozone australasienne.

### Milieux aquatiques
- Cours d'eau d'Europe : Voir la Catégorie:Cours d'eau par pays
- Liste de cours d'eau en Russie
- Mer Méditerranée

## Endémisme

### Familles propres à cette écozone
Parmi les Mammifères, les Dipodidae et partiellement les Gliridae (sous-familles des Leithiinae et des Glirinae) ne se trouvent que dans la région paléarctique.

### Autres taxons endémiques

#### Avifaune
Le Paléarctique est une des écozones les plus pauvres en diversité d'espèces d'oiseaux. Aucune famille n'est endémique de cette région, au plus seuls quelques genres le sont, tels que Lagopus, Tetrao, Lyrurus ou encore Tetrastes.

## Flore

Illustration pour enfants (aquarelle) évoquant de manière stylisée la flore et la faune de l'écozone paléarctique, de l'étage alpin au niveau de la mer.

- Plantes à graines par nom scientifique.

## Faune
D'un bout à l'autre de l'aire, la faune du Paléarctique est assez uniforme. Elle a été marquée par de nombreuses périodes glaciaires dans la Préhistoire (Pléistocène/Holocène), et par une présence humaine importante et constante, sauf dans les régions les plus nordiques.
Elle partage de nombreux points communs avec la faune d'Amérique du Nord (écozone néarctique), certaines espèces sont communes aux deux continents (ours brun, loup, élan, renne…) ou vivent sous des formes très proches (bison, lynx, castor…).
À l'extrême nord, la faune eurasienne est quasiment identique à celle d'Amérique du Nord, avec laquelle elle partage les mêmes écosystèmes (toundra puis taïga). La faune mammalienne est assez riche. Beaucoup d'oiseaux sont migrateurs. La faune reptilienne et amphibienne est pauvre voire inexistante. Chez les invertébrés, seules les espèces très résistantes au froid parviennent à survivre ; certains diptères peuvent devenir très abondants en été, fournissant la nourriture de base à la plupart des oiseaux.
Dans la majeure partie de l'Europe, le climat est plus doux et la faune est plus variée. En France métropolitaine, on compte 37 espèces de reptiles, 34 d'amphibiens et plus de 35 000 d'insectes.
L'espace y est largement mis en culture et aménagé par l'homme depuis plusieurs siècles voire millénaires, ce qui a pu favoriser certaines espèces (l'Alouette des champs commune en Europe est un oiseau des steppes qui s'est adapté à la campagne cultivée), mais qui a fait reculer la plupart des espèces de la grande faune, poussées vers le Nord ou les montagnes (loup, aigle, lynx, bison…) ; les pollutions et l'urbanisation fragilisent le statut de nombreuses autres espèces pourtant communes.
Les chaînes de montagnes d'Europe (Pyrénées, Alpes, Carpates…) ont pu devenir le refuge d'espèces jadis beaucoup plus répandues, mais refoulées du fait de l'évolution du climat (la Chevêchette d'Europe, le Lagopède alpin, le Cassenoix moucheté sont des vestiges des temps glaciaires) ou de la pression des populations humaines (l'Aigle royal ou le Grand Corbeau étaient jadis beaucoup plus répandus, sans parler du loup ou de l'ours).
L'aire méditerranéenne a des caractéristiques originales : elle a une superficie restreinte mais le climat doux, l'abondance des îles (Corse, Sardaigne, Sicile…) et presqu'îles (péninsule Ibérique, Italie, Grèce, Turquie), et des chaînes de montagnes ont favorisé la spéciation. L'aridité et les températures estivales permettent l'installation d'espèces de tendance africaine (ganga cata, sirli de Dupont, aigle de Bonelli…) jusqu'aux rivages méridionaux de l'Europe.
De nombreuses espèces animales (et végétales) sont menacées, du fait de leur aire de répartition restreinte et d'une pression humaine (tourisme, urbanisation…) souvent très forte. Le lynx pardelle ou le phoque-moine de Méditerranée sont au bord de l'extinction, et le phénomène est ancien : durant l'Antiquité, l'on pouvait rencontrer des lions en Grèce, et des éléphants en Afrique du Nord (ceux qu'utilisa Hannibal dans son expédition en Italie).
Plus au sud, le Sahara représente un espace de transition entre la région paléarctique et la région afrotropicale (dite aussi région africaine ou éthiopique). Bien que peu abondante (les grandes espèces ont récemment souffert d'une pression de chasse très forte, conduisant parfois à l'extinction), sa faune est originale avec des espèces typiquement adaptées au milieu désertique (dromadaires, gerboises, goundis…). L'aire « saharienne » déborde à l'est sur l'Arabie et le Proche-Orient. Le littoral et les oasis éparses permettent l'installation d'une faune un peu plus riche.
En Asie du Nord, l'environnement naturel est assez uniforme ; quelques particularités géographiques, comme le lac Baïkal accueillent de nombreuses espèces endémiques.
En Asie centrale, le climat continental prononcé fait qu'il n'existe pas de zone à climat doux comme en Europe ; l'on passe de la taïga (parfois de la forêt mixte) à la steppe ou au désert froid (Gobi…) puis à des déserts plus chauds jusqu'aux montagnes iraniennes, afghanes ou aux contreforts de l'Himalaya. La faune est typique des steppes et semi-déserts (exemples d'espèces typiques : l'aigle des steppes, la saïga, l'hémione, le chameau de Bactriane…), des animaux originaires d'Asie du Sud voire d'Afrique peuvent se rencontrer (par exemple le varan du désert, le cobra d'Asie centrale, le ratel) dans les régions les plus méridionales (Turkménistan, Ouzbékistan…). Les bords de la mer Caspienne et quelques vallées offrent un climat plus doux, où se rencontrent quelques éléments de la faune méditerranéenne (nette rousse, érismature à tête blanche…).
L'Himalaya trace une frontière entre la région paléarctique et la région indo-malaise ou orientale ; les pics culminant à plus de 8 000 mètres laissent peu de possibilités de traversée pour la faune. Certaines espèces (caprins, la panthère des neiges et le célèbre panda géant) sont typiques de cette zone; comme dans les Alpes pour la faune d'Europe, elles y ont trouvé refuge pour des raisons climatiques ou pour échapper à la pression anthropique. 
L'Asie de l'Est est plus humide et chaude ; il n'y a pas de rupture nette (comme le Sahara ou l'Himalaya) entre la faune subtropicale et la faune boréale, certains pays (Corée, Japon voire l'Extrême-Orient russe) présentent une faune très originale, mélangeant des espèces d'Asie du Sud-Est (macaque japonais, ours à collier…) et de Sibérie (ours brun, gélinotte, épinochette…).
Il est plus difficile de décrire la faune marine, mais elle connaît des spécificités proches de celle des terres émergées : à tendance arctique au nord, à tendance subtropicale au sud (mer Rouge, golfe Persique, mer de Chine orientale voire Méditerranée, surtout depuis l'ouverture du canal de Suez qui a permis le passage d'espèces de l'océan Indien).

## Écorégions terrestres
Dans la classification des écosystèmes proposée par le Fonds mondial pour la nature (WWF), le paléarctique est une écozone regroupant dix biomes terrestres et subdivisée en 197 écorégions.
| Liste des écorégions                                   | Liste des écorégions | Liste des écorégions                                                           | Liste des écorégions | Liste des écorégions | Liste des écorégions | Liste des écorégions | Liste des écorégions |
| Biome                                                  | Code                 | Nom                                                                            | Superficie           | Temp. min.           | Temp. max.           | Préc. moy.           | Statut               |
| ------------------------------------------------------ | -------------------- | ------------------------------------------------------------------------------ | -------------------- | -------------------- | -------------------- | -------------------- | -------------------- |
| Forêts de feuillus humides tropicales et subtropicales | PA0101               | Forêts de feuillus et mixtes du plateau du Guizhou                             | 269 132 km2          | 0 °C                 | 29 °C                | 104 mm               | Critique / En danger |
| Forêts de feuillus humides tropicales et subtropicales | PA0102               | Forêts sempervirentes subtropicales du plateau du Yunnan                       | 239 854 km2          | −3 °C                | 28 °C                | 87 mm                | Critique / En danger |
| Forêts de feuillus et forêts mixtes tempérées          | PA0401               | Forêts décidues d'altitude des Apennins                                        | 16 147 km2           | −1 °C                | 22 °C                | 76 mm                | Critique / En danger |
| Forêts de feuillus et forêts mixtes tempérées          | PA0402               | Forêts mixtes atlantiques                                                      | 400 447 km2          | −1 °C                | 21 °C                | 65 mm                | Critique / En danger |
| Forêts de feuillus et forêts mixtes tempérées          | PA0403               | Forêts mixtes tempérées des Açores                                             | 2 617 km2            | 10 °C                | 22 °C                | 93 mm                | Critique / En danger |
| Forêts de feuillus et forêts mixtes tempérées          | PA0404               | Forêts mixtes des Balkans                                                      | 224 768 km2          | −6 °C                | 25 °C                | 56 mm                | Critique / En danger |
| Forêts de feuillus et forêts mixtes tempérées          | PA0405               | Forêts mixtes de la Baltique                                                   | 117 107 km2          | −5 °C                | 19 °C                | 53 mm                | Critique / En danger |
| Forêts de feuillus et forêts mixtes tempérées          | PA0406               | Forêts mixtes cantabriques                                                     | 79 846 km2           | 0 °C                 | 22 °C                | 101 mm               | Vulnérable           |
| Forêts de feuillus et forêts mixtes tempérées          | PA0407               | Forêts mixtes hyrcaniennes de la Caspienne                                     | 55 132 km2           | −12 °C               | 30 °C                | 45 mm                | Critique / En danger |
| Forêts de feuillus et forêts mixtes tempérées          | PA0408               | Forêts mixtes du Caucase                                                       | 170 538 km2          | −17 °C               | 26 °C                | 74 mm                | Critique / En danger |
| Forêts de feuillus et forêts mixtes tempérées          | PA0409               | Forêts de feuillus celtiques                                                   | 210 027 km2          | 0 °C                 | 17 °C                | 91 mm                | Critique / En danger |
| Forêts de feuillus et forêts mixtes tempérées          | PA0410               | Steppe et forêts claires d'Anatolie centrale                                   | 101 493 km2          | −7 °C                | 23 °C                | 35 mm                | Vulnérable           |
| Forêts de feuillus et forêts mixtes tempérées          | PA0411               | Forêts mixtes du Plateau de Lœss de Chine centrale                             | 359 867 km2          | −20 °C               | 28 °C                | 46 mm                | Critique / En danger |
| Forêts de feuillus et forêts mixtes tempérées          | PA0412               | Forêts mixtes d'Europe centrale                                                | 733 978 km2          | −10 °C               | 23 °C                | 50 mm                | Critique / En danger |
| Forêts de feuillus et forêts mixtes tempérées          | PA0413               | Forêts décidues de Corée centrale                                              | 104 602 km2          | −10 °C               | 26 °C                | 104 mm               | Critique / En danger |
| Forêts de feuillus et forêts mixtes tempérées          | PA0414               | Forêts mixtes des monts Changbai                                               | 93 438 km2           | −23 °C               | 23 °C                | 69 mm                | Critique / En danger |
| Forêts de feuillus et forêts mixtes tempérées          | PA0415               | Forêts sempervirentes de la plaine du Chang Jiang                              | 437 582 km2          | 0 °C                 | 30 °C                | 107 mm               | Critique / En danger |
| Forêts de feuillus et forêts mixtes tempérées          | PA0416               | Forêts subméditerranéennes de Crimée                                           | 30 215 km2           | −4 °C                | 23 °C                | 66 mm                | Critique / En danger |
| Forêts de feuillus et forêts mixtes tempérées          | PA0417               | Forêts sempervirentes des monts Daba                                           | 168 170 km2          | −3 °C                | 29 °C                | 90 mm                | Critique / En danger |
| Forêts de feuillus et forêts mixtes tempérées          | PA0418               | Forêts mixtes des Alpes dinariques                                             | 58 286 km2           | −6 °C                | 21 °C                | 105 mm               | Vulnérable           |
| Forêts de feuillus et forêts mixtes tempérées          | PA0419               | Steppe boisée d'Europe orientale                                               | 730 128 km2          | −18 °C               | 23 °C                | 47 mm                | Critique / En danger |
| Forêts de feuillus et forêts mixtes tempérées          | PA0420               | Forêts décidues d'Anatolie orientale                                           | 81 628 km2           | −8 °C                | 31 °C                | 49 mm                | Vulnérable           |
| Forêts de feuillus et forêts mixtes tempérées          | PA0421               | Forêts de hêtres des basses terres anglaises                                   | 45 770 km2           | 3 °C                 | 17 °C                | 59 mm                | Critique / En danger |
| Forêts de feuillus et forêts mixtes tempérées          | PA0422               | Forêts de feuillus du Pont-Euxin et de la Colchide                             | 74 513 km2           | −7 °C                | 24 °C                | 72 mm                | Critique / En danger |
| Forêts de feuillus et forêts mixtes tempérées          | PA0423               | Forêts décidues de Hokkaido                                                    | 25 583 km2           | −10 °C               | 22 °C                | 96 mm                | Vulnérable           |
| Forêts de feuillus et forêts mixtes tempérées          | PA0424               | Forêts mixtes de la plaine du Huang He                                         | 434 240 km2          | −8 °C                | 28 °C                | 59 mm                | Critique / En danger |
| Forêts de feuillus et forêts mixtes tempérées          | PA0425               | Forêts sempervirentes de Madère                                                | 814 km2              | 12 °C                | 21 °C                | 61 mm                | Critique / En danger |
| Forêts de feuillus et forêts mixtes tempérées          | PA0426               | Forêts mixtes de Mandchourie                                                   | 505 287 km2          | −34 °C               | 25 °C                | 55 mm                | Critique / En danger |
| Forêts de feuillus et forêts mixtes tempérées          | PA0427               | Forêts sempervirentes du Nihonkai                                              | 21 637 km2           | −4 °C                | 27 °C                | 156 mm               | Critique / En danger |
| Forêts de feuillus et forêts mixtes tempérées          | PA0428               | Forêts décidues d'altitude du Nihonkai                                         | 82 360 km2           | −12 °C               | 27 °C                | 130 mm               | Critique / En danger |
| Forêts de feuillus et forêts mixtes tempérées          | PA0429               | Forêts mixtes humides de l'Atlantique Nord                                     | 38 835 km2           | 1 °C                 | 15 °C                | 124 mm               | Vulnérable           |
| Forêts de feuillus et forêts mixtes tempérées          | PA0430               | Forêts décidues de la plaine de Chine du Nord-Est                              | 232 909 km2          | −23 °C               | 25 °C                | 45 mm                | Critique / En danger |
| Forêts de feuillus et forêts mixtes tempérées          | PA0431               | Forêts mixtes pannoniques                                                      | 307 716 km2          | −6 °C                | 22 °C                | 59 mm                | Critique / En danger |
| Forêts de feuillus et forêts mixtes tempérées          | PA0432               | Forêts mixtes du bassin du Pô                                                  | 42 461 km2           | 0 °C                 | 24 °C                | 79 mm                | Critique / En danger |
| Forêts de feuillus et forêts mixtes tempérées          | PA0433               | Forêts de conifères et mixtes des Pyrénées                                     | 25 930 km2           | −4 °C                | 21 °C                | 93 mm                | Vulnérable           |
| Forêts de feuillus et forêts mixtes tempérées          | PA0434               | Forêts décidues des monts Qinling                                              | 123 278 km2          | −9 °C                | 28 °C                | 65 mm                | Critique / En danger |
| Forêts de feuillus et forêts mixtes tempérées          | PA0435               | Forêts mixtes d'altitude des Rhodopes                                          | 31 685 km2           | −6 °C                | 23 °C                | 60 mm                | Critique / En danger |
| Forêts de feuillus et forêts mixtes tempérées          | PA0436               | Forêts mixtes sarmatiques                                                      | 850 317 km2          | −17 °C               | 20 °C                | 53 mm                | Critique / En danger |
| Forêts de feuillus et forêts mixtes tempérées          | PA0437               | Forêts de feuillus sempervirentes du bassin du Sichuan                         | 98 009 km2           | 5 °C                 | 29 °C                | 94 mm                | Critique / En danger |
| Forêts de feuillus et forêts mixtes tempérées          | PA0438               | Forêts mixtes des Kouriles et de Sakhaline                                     | 12 563 km2           | −16 °C               | 17 °C                | 78 mm                | Critique / En danger |
| Forêts de feuillus et forêts mixtes tempérées          | PA0439               | Forêts sempervirentes de Corée méridionale                                     | 14 724 km2           | −2 °C                | 27 °C                | 123 mm               | Critique / En danger |
| Forêts de feuillus et forêts mixtes tempérées          | PA0440               | Forêts sempervirentes du Taiheiyo                                              | 138 266 km2          | −4 °C                | 29 °C                | 152 mm               | Critique / En danger |
| Forêts de feuillus et forêts mixtes tempérées          | PA0441               | Forêts décidues d'altitude du Taiheiyo                                         | 41 913 km2           | −9 °C                | 26 °C                | 132 mm               | Critique / En danger |
| Forêts de feuillus et forêts mixtes tempérées          | PA0442               | Forêts décidues et steppe du bassin du Tarim                                   | 54 533 km2           | −8 °C                | 27 °C                | 3 mm                 | Critique / En danger |
| Forêts de feuillus et forêts mixtes tempérées          | PA0443               | Forêts de feuillus et mixtes de l'Oussouri                                     | 197 954 km2          | −29 °C               | 22 °C                | 65 mm                | Vulnérable           |
| Forêts de feuillus et forêts mixtes tempérées          | PA0444               | Forêts hémiboréales de Sibérie occidentale                                     | 224 488 km2          | −20 °C               | 20 °C                | 39 mm                | Critique / En danger |
| Forêts de feuillus et forêts mixtes tempérées          | PA0445               | Forêts de feuillus d'Europe occidentale                                        | 493 836 km2          | −5 °C                | 22 °C                | 69 mm                | Critique / En danger |
| Forêts de feuillus et forêts mixtes tempérées          | PA0446               | Steppe boisée des monts Zagros                                                 | 397 569 km2          | −10 °C               | 36 °C                | 30 mm                | Critique / En danger |
| Forêts de conifères tempérées                          | PA0501               | Forêts de conifères et mixtes des Alpes                                        | 149 871 km2          | −9 °C                | 23 °C                | 100 mm               | Vulnérable           |
| Forêts de conifères tempérées                          | PA0502               | Forêts d'altitude et steppe boisée de l'Altaï                                  | 142 875 km2          | −27 °C               | 22 °C                | 24 mm                | Vulnérable           |
| Forêts de conifères tempérées                          | PA0503               | Forêts de conifères calédoniennes                                              | 22 112 km2           | −2 °C                | 14 °C                | 134 mm               | Critique / En danger |
| Forêts de conifères tempérées                          | PA0504               | Forêts d'altitude des Carpates                                                 | 125 335 km2          | −7 °C                | 19 °C                | 66 mm                | Vulnérable           |
| Forêts de conifères tempérées                          | PA0505               | Forêts de conifères d'altitude du Grand Khingan et du Djagdy                   | 249 275 km2          | −33 °C               | 20 °C                | 42 mm                | Vulnérable           |
| Forêts de conifères tempérées                          | PA0506               | Forêts de conifères d'altitude de l’Afghanistan oriental                       | 20 071 km2           | −16 °C               | 31 °C                | 36 mm                | Vulnérable           |
| Forêts de conifères tempérées                          | PA0507               | Steppe boisée de la chaîne de l'Elbourz                                        | 63 287 km2           | −10 °C               | 31 °C                | 30 mm                | Critique / En danger |
| Forêts de conifères tempérées                          | PA0508               | Forêts de conifères d'altitude des monts Helan                                 | 24 704 km2           | −13 °C               | 25 °C                | 16 mm                | Stable / Intact      |
| Forêts de conifères tempérées                          | PA0509               | Forêts de conifères subalpines des monts Hengduan                              | 99 291 km2           | −15 °C               | 22 °C                | 64 mm                | Critique / En danger |
| Forêts de conifères tempérées                          | PA0510               | Forêts de conifères d'altitude de Hokkaido                                     | 45 853 km2           | −15 °C               | 21 °C                | 93 mm                | Vulnérable           |
| Forêts de conifères tempérées                          | PA0511               | Forêts de conifères alpines de Honshu                                          | 11 505 km2           | −8 °C                | 25 °C                | 127 mm               | Vulnérable           |
| Forêts de conifères tempérées                          | PA0512               | Forêts de conifères d'altitude des Monts Khangaï                               | 2 902 km2            | −30 °C               | 12 °C                | 19 mm                | Critique / En danger |
| Forêts de conifères tempérées                          | PA0513               | Forêts de conifères et mixtes de la Méditerranée                               | 23 091 km2           | 1 °C                 | 26 °C                | 58 mm                | Critique / En danger |
| Forêts de conifères tempérées                          | PA0514               | Forêts de conifères subalpines du Nord-Est de l'Himalaya                       | 46 220 km2           | −14 °C               | 23 °C                | 54 mm                | Vulnérable           |
| Forêts de conifères tempérées                          | PA0515               | Forêts de conifères et décidues d'Anatolie septentrionale                      | 101 410 km2          | −11 °C               | 23 °C                | 46 mm                | Critique / En danger |
| Forêts de conifères tempérées                          | PA0516               | Forêts de conifères et mixtes des gorges de la Salouen et du Mékong            | 82 699 km2           | −14 °C               | 20 °C                | 63 mm                | Critique / En danger |
| Forêts de conifères tempérées                          | PA0517               | Forêts de conifères d'altitude des monts Qilian                                | 16 653 km2           | −19 °C               | 15 °C                | 43 mm                | Vulnérable           |
| Forêts de conifères tempérées                          | PA0518               | Forêts de conifères des monts Qionglai et Min                                  | 80 134 km2           | −11 °C               | 26 °C                | 73 mm                | Critique / En danger |
| Forêts de conifères tempérées                          | PA0519               | Forêts de conifères d'altitude des monts Saïan                                 | 358 833 km2          | −34 °C               | 20 °C                | 49 mm                | Vulnérable           |
| Forêts de conifères tempérées                          | PA0520               | Forêts côtières de conifères scandinaves                                       | 19 401 km2           | −8 °C                | 14 °C                | 151 mm               | Critique / En danger |
| Forêts de conifères tempérées                          | PA0521               | Forêts de conifères d'altitude des monts Tian                                  | 27 568 km2           | −26 °C               | 25 °C                | 30 mm                | Vulnérable           |
| Forêts boréales et taïga                               | PA0601               | Taïga de Sibérie orientale                                                     | 3 922 555 km2        | −47 °C               | 20 °C                | 34 mm                | Stable / Intact      |
| Forêts boréales et taïga                               | PA0602               | Forêts de bouleaux et toundra alpine boréales d'Islande                        | 92 077 km2           | −8 °C                | 11 °C                | 83 mm                | Stable / Intact      |
| Forêts boréales et taïga                               | PA0603               | Pelouses et forêts clairsemées du Kamtchatka et des Kouriles                   | 147 064 km2          | −21 °C               | 13 °C                | 62 mm                | Stable / Intact      |
| Forêts boréales et taïga                               | PA0604               | Taïga du Kamtchatka et des Kouriles                                            | 15 294 km2           | −26 °C               | 15 °C                | 60 mm                | Stable / Intact      |
| Forêts boréales et taïga                               | PA0605               | Taïga sibérienne du Nord-Est                                                   | 1 133 262 km2        | −51 °C               | 17 °C                | 25 mm                | Stable / Intact      |
| Forêts boréales et taïga                               | PA0606               | Taïga de Mandchourie et de la mer d'Okhotsk                                    | 403 504 km2          | −37 °C               | 20 °C                | 59 mm                | Vulnérable           |
| Forêts boréales et taïga                               | PA0607               | Taïga de l'île de Sakhaline                                                    | 68 944 km2           | −22 °C               | 17 °C                | 61 mm                | Vulnérable           |
| Forêts boréales et taïga                               | PA0608               | Taïga scandinave et russe                                                      | 2 170 288 km2        | −25 °C               | 19 °C                | 50 mm                | Critique / En danger |
| Forêts boréales et taïga                               | PA0609               | Forêts de conifères de Transbaïkalie                                           | 201 186 km2          | −30 °C               | 19 °C                | 35 mm                | Vulnérable           |
| Forêts boréales et taïga                               | PA0610               | Taïga d'altitude et toundra de l'Oural                                         | 175 548 km2          | −26 °C               | 20 °C                | 51 mm                | Vulnérable           |
| Forêts boréales et taïga                               | PA0611               | Taïga de Sibérie occidentale                                                   | 1 680 245 km2        | −28 °C               | 20 °C                | 43 mm                | Stable / Intact      |
| Prairies, savanes et brousses tempérées                | PA0801               | Steppe de l'Alaï et de l'Ouest du Tian Shan                                    | 127 683 km2          | −11 °C               | 30 °C                | 27 mm                | Critique / En danger |
| Prairies, savanes et brousses tempérées                | PA0802               | Steppe et semi-désert de l'Altaï                                               | 83 192 km2           | −21 °C               | 24 °C                | 33 mm                | Vulnérable           |
| Prairies, savanes et brousses tempérées                | PA0803               | Steppe d'Anatolie centrale                                                     | 24 934 km2           | −1 °C                | 23 °C                | 30 mm                | Vulnérable           |
| Prairies, savanes et brousses tempérées                | PA0804               | Steppe boisée de Transbaïkalie                                                 | 209 634 km2          | −32 °C               | 20 °C                | 31 mm                | Vulnérable           |
| Prairies, savanes et brousses tempérées                | PA0805               | Steppe d'altitude d'Anatolie orientale                                         | 168 382 km2          | −13 °C               | 29 °C                | 43 mm                | Critique / En danger |
| Prairies, savanes et brousses tempérées                | PA0806               | Steppe de la vallée de l'Emin                                                  | 65 135 km2           | −21 °C               | 29 °C                | 21 mm                | Vulnérable           |
| Prairies, savanes et brousses tempérées                | PA0807               | Prairies boréales des îles Féroé                                               | 1 457 km2            | 2 °C                 | 11 °C                | 132 mm               | Vulnérable           |
| Prairies, savanes et brousses tempérées                | PA0808               | Forêts claires ouvertes des monts Hisor et Alaï                                | 168 156 km2          | −17 °C               | 31 °C                | 50 mm                | Critique / En danger |
| Prairies, savanes et brousses tempérées                | PA0809               | Steppe boisée kazakhe                                                          | 422 308 km2          | −20 °C               | 22 °C                | 34 mm                | Critique / En danger |
| Prairies, savanes et brousses tempérées                | PA0810               | Steppe kazakhe                                                                 | 807 557 km2          | −19 °C               | 25 °C                | 26 mm                | Critique / En danger |
| Prairies, savanes et brousses tempérées                | PA0811               | Hauts plateaux kazakhs                                                         | 72 199 km2           | −18 °C               | 22 °C                | 25 mm                | Critique / En danger |
| Prairies, savanes et brousses tempérées                | PA0812               | Steppe du Moyen-Orient                                                         | 132 288 km2          | 3 °C                 | 35 °C                | 27 mm                | Vulnérable           |
| Prairies, savanes et brousses tempérées                | PA0813               | Prairie mongole et mandchoue                                                   | 889 460 km2          | −29 °C               | 24 °C                | 28 mm                | Critique / En danger |
| Prairies, savanes et brousses tempérées                | PA0814               | Steppe pontique                                                                | 997 073 km2          | −16 °C               | 26 °C                | 38 mm                | Critique / En danger |
| Prairies, savanes et brousses tempérées                | PA0815               | Steppe intermontagneuse du Saïan                                               | 34 057 km2           | −33 °C               | 19 °C                | 50 mm                | Vulnérable           |
| Prairies, savanes et brousses tempérées                | PA0816               | Steppe boisée de la Selenga et de l'Orkhon                                     | 228 369 km2          | −33 °C               | 19 °C                | 30 mm                | Vulnérable           |
| Prairies, savanes et brousses tempérées                | PA0817               | Steppe boisée de Sibérie méridionale                                           | 162 600 km2          | −24 °C               | 20 °C                | 46 mm                | Critique / En danger |
| Prairies, savanes et brousses tempérées                | PA0818               | Steppe aride des contreforts des monts Tian                                    | 129 231 km2          | −23 °C               | 26 °C                | 32 mm                | Critique / En danger |
| Prairies et savanes inondables                         | PA0901               | Steppe herbacée de l'Amour                                                     | 123 622 km2          | −29 °C               | 22 °C                | 51 mm                | Vulnérable           |
| Prairies et savanes inondables                         | PA0902               | Pré salé de la mer de Bohai                                                    | 11 565 km2           | −5 °C                | 27 °C                | 50 mm                | Critique / En danger |
| Prairies et savanes inondables                         | PA0903               | Prairies de la rivière Nen                                                     | 23 260 km2           | −19 °C               | 24 °C                | 34 mm                | Critique / En danger |
| Prairies et savanes inondables                         | PA0904               | Savane inondable du delta du Nil                                               | 50 953 km2           | 12 °C                | 33 °C                | 3 mm                 | Critique / En danger |
| Prairies et savanes inondables                         | PA0905               | Halophytes sahariennes                                                         | 53 854 km2           | 10 °C                | 37 °C                | 6 mm                 | Stable / Intact      |
| Prairies et savanes inondables                         | PA0906               | Marais salé alluvial du Tigre et de l'Euphrate                                 | 35 573 km2           | 10 °C                | 37 °C                | 16 mm                | Critique / En danger |
| Prairies et savanes inondables                         | PA0907               | Prés boisés et pelouses du lac Khanka et de la Suifen                          | 33 836 km2           | −20 °C               | 22 °C                | 51 mm                | Critique / En danger |
| Prairies et savanes inondables                         | PA0908               | Pré salé de la mer Jaune                                                       | 5 320 km2            | 0 °C                 | 27 °C                | 83 mm                | Critique / En danger |
| Prairies et brousses d'altitude                        | PA1001               | Toundra et pelouse alpines de l'Altaï                                          | 90 434 km2           | −26 °C               | 20 °C                | 29 mm                | Vulnérable           |
| Prairies et brousses d'altitude                        | PA1002               | Steppe alpine du Plateau tibétain central                                      | 629 190 km2          | −22 °C               | 18 °C                | 16 mm                | Stable / Intact      |
| Prairies et brousses d'altitude                        | PA1003               | Fruticée et pelouses alpines de l'Himalaya oriental                            | 121 014 km2          | −15 °C               | 22 °C                | 36 mm                | Stable / Intact      |
| Prairies et brousses d'altitude                        | PA1004               | Pelouse alpine du Ghorat et de l'Hazaradjat                                    | 66 482 km2           | −16 °C               | 26 °C                | 34 mm                | Vulnérable           |
| Prairies et brousses d'altitude                        | PA1005               | Pelouse alpine de l'Hindou Kouch                                               | 28 268 km2           | −18 °C               | 27 °C                | 72 mm                | Vulnérable           |
| Prairies et brousses d'altitude                        | PA1006               | Steppe alpine du Karakoram et du Plateau tibétain occidental                   | 143 265 km2          | −23 °C               | 22 °C                | 24 mm                | Vulnérable           |
| Prairies et brousses d'altitude                        | PA1007               | Pelouse alpine des monts Khangaï                                               | 37 168 km2           | −29 °C               | 13 °C                | 22 mm                | Vulnérable           |
| Prairies et brousses d'altitude                        | PA1008               | Steppe boisée et bois du Kopet-Dag                                             | 58 319 km2           | −7 °C                | 32 °C                | 19 mm                | Critique / En danger |
| Prairies et brousses d'altitude                        | PA1009               | Bois d'altitude du Kuhrud et de l'Est iranien                                  | 126 224 km2          | −3 °C                | 34 °C                | 15 mm                | Critique / En danger |
| Prairies et brousses d'altitude                        | PA1010               | Steppe de genévriers méditerranéenne du Haut Atlas                             | 6 328 km2            | 0 °C                 | 23 °C                | 55 mm                | Vulnérable           |
| Prairies et brousses d'altitude                        | PA1011               | Désert alpin du Plateau tibétain septentrional et de la cordillère du Kunlun   | 374 494 km2          | −24 °C               | 23 °C                | 8 mm                 | Stable / Intact      |
| Prairies et brousses d'altitude                        | PA1012               | Fruticée et pelouses alpines du Nord-Ouest de l'Himalaya                       | 49 390 km2           | −17 °C               | 25 °C                | 45 mm                | Stable / Intact      |
| Prairies et brousses d'altitude                        | PA1013               | Steppe du plateau d'Ordos                                                      | 215 604 km2          | −13 °C               | 24 °C                | 30 mm                | Critique / En danger |
| Prairies et brousses d'altitude                        | PA1014               | Toundra et désert d'altitude du Pamir                                          | 118 025 km2          | −24 °C               | 23 °C                | 42 mm                | Vulnérable           |
| Prairies et brousses d'altitude                        | PA1015               | Pelouse subalpine des monts Qilian                                             | 73 285 km2           | −22 °C               | 19 °C                | 20 mm                | Vulnérable           |
| Prairies et brousses d'altitude                        | PA1016               | Pelouses et toundra alpines des monts Saïan                                    | 81 213 km2           | −34 °C               | 17 °C                | 40 mm                | Stable / Intact      |
| Prairies et brousses d'altitude                        | PA1017               | Fruticées et pelouses du Sud-Est du Tibet                                      | 460 542 km2          | −19 °C               | 21 °C                | 49 mm                | Critique / En danger |
| Prairies et brousses d'altitude                        | PA1018               | Pelouses alpines de la chaîne du Sulaiman                                      | 23 850 km2           | −6 °C                | 29 °C                | 31 mm                | Stable / Intact      |
| Prairies et brousses d'altitude                        | PA1019               | Steppe et pelouses d'altitude des monts Tian                                   | 280 611 km2          | −29 °C               | 27 °C                | 26 mm                | Vulnérable           |
| Prairies et brousses d'altitude                        | PA1020               | Fruticées et pelouses alpines du Plateau tibétain                              | 271 999 km2          | −19 °C               | 17 °C                | 32 mm                | Vulnérable           |
| Prairies et brousses d'altitude                        | PA1021               | Fruticées et pelouses alpines de l'Himalaya occidental                         | 70 090 km2           | −18 °C               | 17 °C                | 26 mm                | Stable / Intact      |
| Prairies et brousses d'altitude                        | PA1022               | Steppe aride du Yarlung Tsangpo                                                | 59 381 km2           | −14 °C               | 15 °C                | 22 mm                | Critique / En danger |
| Toundra                                                | PA1101               | Désert arctique                                                                | 162 810 km2          | −35 °C               | 7 °C                 | 24 mm                | Stable / Intact      |
| Toundra                                                | PA1102               | Toundra de la mer de Béring                                                    | 477 269 km2          | −34 °C               | 14 °C                | 32 mm                | Stable / Intact      |
| Toundra                                                | PA1103               | Toundra des monts Tcherski et de la Kolyma                                     | 560 461 km2          | −52 °C               | 16 °C                | 27 mm                | Stable / Intact      |
| Toundra                                                | PA1104               | Toundra de la Péninsule tchouktche                                             | 300 485 km2          | −37 °C               | 13 °C                | 25 mm                | Stable / Intact      |
| Toundra                                                | PA1105               | Toundra et toundra boisée de la chaîne du Kamtchatka                           | 119 889 km2          | −28 °C               | 14 °C                | 59 mm                | Stable / Intact      |
| Toundra                                                | PA1106               | Toundra de la Péninsule de Kola                                                | 59 185 km2           | −14 °C               | 13 °C                | 43 mm                | Critique / En danger |
| Toundra                                                | PA1107               | Toundra côtière du Nord-Est sibérien                                           | 224 278 km2          | −43 °C               | 12 °C                | 16 mm                | Stable / Intact      |
| Toundra                                                | PA1108               | Toundra du Nord-Ouest russe et de la Nouvelle-Zemble                           | 286 282 km2          | −28 °C               | 16 °C                | 37 mm                | Vulnérable           |
| Toundra                                                | PA1109               | Désert arctique des îles de Nouvelle-Sibérie                                   | 37 247 km2           | −36 °C               | 6 °C                 | 12 mm                | Stable / Intact      |
| Toundra                                                | PA1110               | Forêts de bouleaux et prairies d'altitude scandinaves                          | 244 865 km2          | −18 °C               | 14 °C                | 79 mm                | Vulnérable           |
| Toundra                                                | PA1111               | Toundra de la Péninsule de Taïmyr et de Sibérie centrale                       | 962 154 km2          | −43 °C               | 15 °C                | 26 mm                | Vulnérable           |
| Toundra                                                | PA1112               | Trans-Baikal Bald Mountain tundra                                              | 218 608 km2          | −40 °C               | 18 °C                | 44 mm                | Stable / Intact      |
| Toundra                                                | PA1113               | Désert arctique de l'île Wrangel                                               | 7 600 km2            | −30 °C               | 4 °C                 | 18 mm                | Stable / Intact      |
| Toundra                                                | PA1114               | Toundra des péninsules de Yamal et Gydan                                       | 415 131 km2          | −29 °C               | 16 °C                | 33 mm                | Vulnérable           |
| Forêts, zones boisées et maquis méditerranéens         | PA1201               | Forêts sclérophylles et mixtes de la mer Égée et de Turquie occidentale        | 133 558 km2          | −1 °C                | 27 °C                | 57 mm                | Critique / En danger |
| Forêts, zones boisées et maquis méditerranéens         | PA1202               | Forêts anatoliennes mixtes de conifères et décidues                            | 86 393 km2           | −2 °C                | 26 °C                | 54 mm                | Critique / En danger |
| Forêts, zones boisées et maquis méditerranéens         | PA1203               | Forêts et forêts claires arides des îles Canaries                              | 4 967 km2            | 6 °C                 | 23 °C                | 34 mm                | Critique / En danger |
| Forêts, zones boisées et maquis méditerranéens         | PA1204               | Forêts corses d'altitude de feuillus et mixtes                                 | 3 634 km2            | 2 °C                 | 21 °C                | 69 mm                | Critique / En danger |
| Forêts, zones boisées et maquis méditerranéens         | PA1205               | Forêts méditerranéennes de Crète                                               | 8 192 km2            | 5 °C                 | 25 °C                | 66 mm                | Critique / En danger |
| Forêts, zones boisées et maquis méditerranéens         | PA1206               | Forêts méditerranéennes de Chypre                                              | 9 273 km2            | 5 °C                 | 28 °C                | 41 mm                | Critique / En danger |
| Forêts, zones boisées et maquis méditerranéens         | PA1207               | Forêts de conifères, de feuillus et sclérophylles de Méditerranée orientale    | 143 853 km2          | 1 °C                 | 33 °C                | 48 mm                | Critique / En danger |
| Forêts, zones boisées et maquis méditerranéens         | PA1208               | Forêts ibériques de conifères                                                  | 34 461 km2           | −1 °C                | 24 °C                | 52 mm                | Critique / En danger |
| Forêts, zones boisées et maquis méditerranéens         | PA1209               | Forêts sclérophylles et semi-décidues ibériques                                | 297 956 km2          | 0 °C                 | 27 °C                | 44 mm                | Critique / En danger |
| Forêts, zones boisées et maquis méditerranéens         | PA1210               | Forêts illyriennes décidues                                                    | 40 639 km2           | −1 °C                | 26 °C                | 104 mm               | Critique / En danger |
| Forêts, zones boisées et maquis méditerranéens         | PA1211               | Forêts sclérophylles et semi-décidues italiennes                               | 102 225 km2          | 0 °C                 | 25 °C                | 66 mm                | Critique / En danger |
| Forêts, zones boisées et maquis méditerranéens         | PA1212               | Forêts claires arides d'arganiers-acacias et fourrés succulents méditerranéens | 99 975 km2           | 5 °C                 | 28 °C                | 22 mm                | Critique / En danger |
| Forêts, zones boisées et maquis méditerranéens         | PA1213               | Forêts claires arides et steppe méditerranéens                                 | 292 082 km2          | 4 °C                 | 33 °C                | 27 mm                | Vulnérable           |
| Forêts, zones boisées et maquis méditerranéens         | PA1214               | Zones boisées et forêts méditerranéennes                                       | 358 243 km2          | 1 °C                 | 30 °C                | 43 mm                | Critique / En danger |
| Forêts, zones boisées et maquis méditerranéens         | PA1215               | Forêts méditerranéennes du Nord-Est de l'Espagne et du Sud de la France        | 90 851 km2           | −3 °C                | 25 °C                | 63 mm                | Critique / En danger |
| Forêts, zones boisées et maquis méditerranéens         | PA1216               | Forêts d'altitude du Nord-Ouest ibérique                                       | 57 406 km2           | 0 °C                 | 24 °C                | 67 mm                | Critique / En danger |
| Forêts, zones boisées et maquis méditerranéens         | PA1217               | Forêts mixtes des monts Pinde                                                  | 39 584 km2           | −3 °C                | 24 °C                | 72 mm                | Critique / En danger |
| Forêts, zones boisées et maquis méditerranéens         | PA1218               | Forêts mixtes d'altitude des Apennins méridionaux                              | 13 095 km2           | 2 °C                 | 24 °C                | 63 mm                | Vulnérable           |
| Forêts, zones boisées et maquis méditerranéens         | PA1219               | Bois et fruticées du Sud-Est ibérique                                          | 2 868 km2            | 8 °C                 | 26 °C                | 27 mm                | Critique / En danger |
| Forêts, zones boisées et maquis méditerranéens         | PA1220               | Forêts de conifères et décidues d'altitude d'Anatolie méridionale              | 76 475 km2           | −9 °C                | 28 °C                | 53 mm                | Critique / En danger |
| Forêts, zones boisées et maquis méditerranéens         | PA1221               | Forêts méditerranéennes sclérophylles et mixtes du Sud-Ouest ibérique          | 71 123 km2           | 7 °C                 | 27 °C                | 60 mm                | Critique / En danger |
| Forêts, zones boisées et maquis méditerranéens         | PA1222               | Forêts tyrrhéniennes et adriatiques sclérophylles et mixtes                    | 85 084 km2           | 4 °C                 | 26 °C                | 57 mm                | Critique / En danger |
| Déserts et brousses xériques                           | PA1301               | Semi-désert des montagnes afghanes                                             | 13 682 km2           | −16 °C               | 25 °C                | 45 mm                | Critique / En danger |
| Déserts et brousses xériques                           | PA1302               | Semi-désert du plateau d'Alashan                                               | 674 352 km2          | −18 °C               | 27 °C                | 8 mm                 | Vulnérable           |
| Déserts et brousses xériques                           | PA1303               | Désert d'Arabie et brousses xériques saharo-arabiques orientales               | 1 847 461 km2        | 6 °C                 | 37 °C                | 8 mm                 | Critique / En danger |
| Déserts et brousses xériques                           | PA1304               | Désert côtier atlantique                                                       | 39 887 km2           | 17 °C                | 32 °C                | 4 mm                 | Stable / Intact      |
| Déserts et brousses xériques                           | PA1305               | Désert arbustif et steppe d'Azerbaïdjan                                        | 64 089 km2           | −3 °C                | 28 °C                | 39 mm                | Critique / En danger |
| Déserts et brousses xériques                           | PA1306               | Semi-désert du Bâdghîs et du Karabil                                           | 133 647 km2          | −5 °C                | 32 °C                | 21 mm                | Critique / En danger |
| Déserts et brousses xériques                           | PA1307               | Forêts claires xérophiles du Baloutchistan                                     | 288 424 km2          | −10 °C               | 38 °C                | 29 mm                | Critique / En danger |
| Déserts et brousses xériques                           | PA1308               | Désert des basses terres de la Caspienne                                       | 267 976 km2          | −11 °C               | 30 °C                | 17 mm                | Critique / En danger |
| Déserts et brousses xériques                           | PA1309               | Forêts claires xérophiles des montagnes afghanes centrales                     | 139 333 km2          | −15 °C               | 34 °C                | 26 mm                | Critique / En danger |
| Déserts et brousses xériques                           | PA1310               | Désert septentrional d'Asie centrale                                           | 663 853 km2          | −14 °C               | 29 °C                | 14 mm                | Vulnérable           |
| Déserts et brousses xériques                           | PA1311               | Forêts claires ripariennes d'Asie centrale                                     | 88 800 km2           | −11 °C               | 30 °C                | 12 mm                | Critique / En danger |
| Déserts et brousses xériques                           | PA1312               | Désert méridional d'Asie centrale                                              | 567 376 km2          | −7 °C                | 32 °C                | 12 mm                | Critique / En danger |
| Déserts et brousses xériques                           | PA1313               | Bassins désertiques de Perse centrale                                          | 580 655 km2          | −5 °C                | 35 °C                | 15 mm                | Vulnérable           |
| Déserts et brousses xériques                           | PA1314               | Steppe du désert de Gobi oriental                                              | 282 368 km2          | −22 °C               | 25 °C                | 16 mm                | Vulnérable           |
| Déserts et brousses xériques                           | PA1315               | Steppe désertique de la Vallée des Lacs du Gobi                                | 139 714 km2          | −25 °C               | 23 °C                | 12 mm                | Vulnérable           |
| Déserts et brousses xériques                           | PA1316               | Steppe désertique du bassin des Grands Lacs                                    | 157 706 km2          | −32 °C               | 21 °C                | 21 mm                | Vulnérable           |
| Déserts et brousses xériques                           | PA1317               | Semi-désert du bassin de Dzoungarie                                            | 304 938 km2          | −21 °C               | 29 °C                | 13 mm                | Critique / En danger |
| Déserts et brousses xériques                           | PA1318               | Semi-désert kazakh                                                             | 680 441 km2          | −18 °C               | 27 °C                | 18 mm                | Critique / En danger |
| Déserts et brousses xériques                           | PA1319               | Semi-désert du Kopet-Dag                                                       | 26 286 km2           | 1 °C                 | 32 °C                | 16 mm                | Vulnérable           |
| Déserts et brousses xériques                           | PA1320               | Désert arbustif mésopotamien                                                   | 210 908 km2          | 4 °C                 | 36 °C                | 16 mm                | Vulnérable           |
| Déserts et brousses xériques                           | PA1321               | Steppe et forêts claires du Nord du Sahara                                     | 1 673 776 km2        | 7 °C                 | 36 °C                | 6 mm                 | Vulnérable           |
| Déserts et brousses xériques                           | PA1322               | Forêts claires xérophiles des Paropamisades                                    | 92 609 km2           | −16 °C               | 31 °C                | 35 mm                | Vulnérable           |
| Déserts et brousses xériques                           | PA1323               | Désert et semi-désert du golfe Persique                                        | 72 518 km2           | 12 °C                | 37 °C                | 8 mm                 | Critique / En danger |
| Déserts et brousses xériques                           | PA1324               | Semi-désert du bassin du Qaidam                                                | 192 147 km2          | −21 °C               | 18 °C                | 8 mm                 | Vulnérable           |
| Déserts et brousses xériques                           | PA1325               | Désert et semi-désert nubo-sindiens tropicaux de la mer Rouge                  | 649 658 km2          | 7 °C                 | 36 °C                | 9 mm                 | Critique / En danger |
| Déserts et brousses xériques                           | PA1326               | Désert de sable du Régistan et du Pakistan septentrional                       | 276 999 km2          | −1 °C                | 36 °C                | 8 mm                 | Vulnérable           |
| Déserts et brousses xériques                           | PA1327               | Désert du Sahara (écorégion)                                                   | 4 629 416 km2        | 8 °C                 | 38 °C                | 2 mm                 | Vulnérable           |
| Déserts et brousses xériques                           | PA1328               | Désert et semi-désert nubo-sindiens du Sud de l'Iran                           | 350 889 km2          | 3 °C                 | 37 °C                | 13 mm                | Critique / En danger |
| Déserts et brousses xériques                           | PA1329               | Steppe et forêts claires du Sud du Sahara                                      | 1 098 254 km2        | 14 °C                | 36 °C                | 6 mm                 | Vulnérable           |
| Déserts et brousses xériques                           | PA1330               | Désert du Taklamakan (écorégion)                                               | 742 657 km2          | −23 °C               | 33 °C                | 5 mm                 | Critique / En danger |
| Déserts et brousses xériques                           | PA1331               | Forêts claires xérophiles d'altitude du Tibesti et du Jebel Uweinat            | 82 009 km2           | 5 °C                 | 32 °C                | 9 mm                 | Stable / Intact      |
| Déserts et brousses xériques                           | PA1332               | Forêts claires xérophiles d'altitude du Sahara occidental                      | 257 450 km2          | 8 °C                 | 35 °C                | 4 mm                 | Stable / Intact      |
| Déserts et brousses xériques                           | PA1333               | Désert côtier de la mer Rouge                                                  | 59 197 km2           | 9 °C                 | 35 °C                | 3 mm                 | Vulnérable           |